# John Roland Abbey
John Roland Abbey (* 23. November 1894 in Brighton, Sussex; † 24. Dezember 1969 in London) war ein britischer Offizier und Bibliophiler. Er besaß eine der größten englischen Büchersammlungen seiner Zeit.

## Leben

### Abstammung; Jugend; Militärkarriere
John Roland Abbey war der älteste von drei Söhnen des aus Sedgwick Park, Horsham, stammenden Bierbrauers William Henry Abbey und dessen Gattin Florence, einer Tochter von Henry Belcher. Sein Taufname war John Rowland, doch ließ er später das w in Rowland weg. Er sollte in einer Eliteschule, dem Eton College, ausgebildet werden; da er aber bei einem Unfall eine dauerhafte Ellbogenverletzung davontrug, ließen ihn seine Eltern durch einen Privatlehrer, Mr. Möens, in Rottingdean an der südenglischen Küste unterrichten. Sein jüngerer Bruder Noel Roland Abbey besuchte dagegen das Eton College und fiel 1918 im Ersten Weltkrieg in Frankreich.
Als junger Mann war auch John Roland Abbey im Ersten Weltkrieg in Frankreich und Flandern im Einsatz. Seit November 1914 diente er in der Rifle Brigade und wurde im September 1915 als Regimentsoffizier an die Westfront versetzt, wo er zunächst dem 13. und später dem 8. Bataillon angehörte. Mit letzterer Kampfeinheit nahm er an der Schlacht von Flers-Courcelette gegen das Deutsche Reich teil, die mit einem taktischen britischen Sieg endete. Dabei entrann er am 15. September 1916 dem Tod, als während der heftigen Kämpfe mit Ausnahme eines einzigen alle anderen Offiziere des 8. Bataillons fielen, da er gerade in einer Reserveeinheit stand. Im November 1916 war er einem Giftgas-Angriff ausgesetzt, musste sich in einem fünfmonatigen Spitalsaufenthalt auskurieren und wurde nach kurzzeitigem erneutem Militäreinsatz im Oktober 1917 wegen Dienstunfähigkeit in seinem Heimat zurückgesandt. Nach dem Kriegsende erhielt er formell im August 1919 den Abschied aus der Armee.
Bald danach wurde Abbey ein Direktor in der Brauerei seines Vaters, der Kemp Town Brewery in Brighton, und folgte ihm nach dessen Tod 1943 als Firmenvorstand. Am 7. Juni 1921 heiratete er Lady Ursula Helen Cairns, die zweite Tochter des britischen Peers Wilfred Cairns, 4. Earl Cairns. Sie war fünf Jahre jünger als Abbey und hatte mit ihm zwei Töchter. Als der Zweite Weltkrieg begann, nahm Abbey seine militärische Laufbahn wieder auf und schloss sich im November 1939 erneut der Rifle Brigade an. Ab 1941 war er Stabsoffizier des Admiral-Superintendent von Great Yarmouth. Diese Stellung behielt er, bis er im Oktober 1943. Nach Kriegsende 1945 fungierte er ein Jahr als High Sheriff von Sussex. 1946 schied er im Rang eines Captain aus dem Militärdienst aus und wurde in den Ehrenrang eines Majors befördert. 1954 verkaufte er seine ererbte Brauerei. Außer Büchersammeln war sein liebstes Hobby Krocket. Am 24. Dezember 1969 starb er im Alter von 75 Jahren in London.

### Büchersammler
Abbey legte sich seit 1929 eine der größten englischen Buchsammlungen seiner Zeit zu. Anfangs erwarb er auch minderwertigere Exemplare, besuchte dann aber die Privatbibliotheken anderer Bibliophiler und holte den Rat von Experten ein, so dass er nun in der Lage war, für sich nur noch sehr gut erhaltene Bücher auszusuchen. Zunächst konzentrierte er sich auf den Erwerb neuerer Pressendrucke und kaufte schließlich ganze Buchkollektionen privater Buchdruckereien wie der Ashendene Press sowie der Kelmscott und Gregynog Press. Zu den Büchern, die er von der Kelmscott Press erstanden hatte, gehörte eine Bibel mit einem durch Blindprägung verzierten Schweinsledereinband der Doves Press nach einem Entwurf von William Morris. 1931 beauftragte er R. de Coverly and Sons mit der Herstellung eines wertvollen Einbands für eine Kopie des Romans Memoirs of an Infantry Officer des englischen Schriftstellers Siegfried Sassoon. Auf diesem Einband war auch Abbeys Wappen abgebildet. Im gleichen Jahr bestellte er einen Einband bei der Buchbinderin Sibyl Pye. Als erste antiquarische Bücher erstand Abbey preiswerte Exemplare mit wappentragenden Einbänden aus dem 1933 erfolgten Verkauf eines Teils der Bibliothek des verstorbenen englischen Premierministers Archibald Primrose, 5. Earl of Rosebery. In den späten 1930er Jahren kaufte er weitere antiquarische Einbände, u. a. bei den Versteigerungen der Buchsammlungen des amerikanischen Bankiers Mortimer L. Schiff sowie des amerikanischen Flugpioniers Cortlandt F. Bishop. 1937 erwarb er einen ersten zeitgenössischen Einband des bedeutenden französischen Buchbinders Paul Bonet. Nach dem Zweiten Weltkrieg erstand er bei Besuchen in Paris weitere Bücher mit prachtvollen Farbeinbänden, die u. a. von Bonet und Henri Creuzevault hergestellt wurden. Schließlich befand er sich im Besitz von über 1300 künstlerischen Einbänden, die von der romanischen Zeit bis zur Moderne reichten.
Ab 1935 sammelte Abbey mit Hilfe von zwei Buchhändlern englische Bücher des 18. und 19. Jahrhunderts, die Farbtafeln enthielten und mit Lithografien und Aquatinten illustriert waren. Abbey berücksichtigte dabei auch bisher wenig beachtete kleinere Werke. Der Bestand dieser schließlich die Dimension seiner Bibliothek sprengenden Bücher belief sich auf rund 3000 Exemplare, darunter viele Foliobände. 1952 publizierten George Bates und Kenneth Towndrow den ersten Katalog dieses Teils von Abbeys Buchsammlung unter dem Titel Scenery of Great Britain and Ireland in Aquatint and Lithography, 1770–1860, from the Library of Major J. R. Abbey: A Bibliographical Catalogue. Darin werden 556 Exemplare mit Informationen zu den Malern der darin enthaltenen Illustrationen und Daten ihrer Anfertigung aufgelistet. Nach einem zweiten von E. Jutro 1953 veröffentlichten Katalog kamen 1956 und 1957 die letzten beiden Bände unter dem Titel Travel in Aquatint and Lithography, 1770–1860, from the Library of Major J. R. Abbey: A Bibliographical Catalogue heraus, die von Michael Oliver erstellt wurden und 728 Werke beschreiben. Sie enthalten u. a. nützliche Informationen über die Verfahren zur Herstellung von Kupferstichen.
1946 wandte Abbey sein Interesse auch mittelalterlichen illuminierten Handschriften zu, indem er in diesem Jahr um 40.000 Pfund Sterling die entsprechende Sammlung von St John Hornby, dem Gründer der Ashendene Press, erstand. Sie war ihm von Hornbys Nachlassverwalter, Sir Sydney Carlyle Cockerell, angeboten worden. Abbey hatte Hornby gut gekannt und vertraute dessen Urteil. Cockerell war ebenso wie Abbey Mitglied des Roxburghe Club und beriet ihn auch weiterhin gelegentlich bei Käufen von zusätzlichen mittelalterlichen und Renaissance-Manuskripten. Von diesen erwarb Abbey insgesamt 143 Exemplare, darunter ein kostbares Monypenny Breviary von D. M. Coleman. Seine Handschriftensammlung, die sehr heterogen blieb, enthielt viele herausragende Manuskripte. Ihren größten Umfang erreichte Abbeys Bibliothek in den 1950er Jahren, als er in Storrington in West Sussex lebte. Zu ihr gehörten nun auch viele bibliographische Werke und private Bücherkataloge.
Abbey ging es beim Büchersammeln nicht um den Erwerb von Gelehrsamkeit; ihm war eher das Aussehen als der Inhalt der Bücher wichtig. Dennoch war er ein begeisterter Leser und besuchte häufig Bibliotheken und Buchhandlungen. Zu seinen wissenschaftlichen Beratern beim Bucherwerb gehörten u. a. auch G. D. Hobson sowie der Bibliothekar und Autor Alan Noel Latimer Munby. Er sah sich als Patron zeitgenössischer Buchbinder und -maler. Ferner schätzte er den Berufsstand der  Bibliographen. Die von ihm erworbenen bzw. in seinem Auftrag hergestellten wertvollen Bucheinbände wurden auf zwei 1949 und 1965 abgehaltenen Kunstausstellungen gezeigt und in den Ausstellungskatalogen detailliert beschrieben. Die Kataloge lieferten Studenten und Buchsammlern wichtige Quellennachweise für Einbände des späten 19. und frühen 20. Jahrhunderts. Bei der ersten Ausstellung ließ Abbey insgesamt 131 in einer Zeitspanne von 70 Jahren entstandene Bucheinbände präsentieren. Die zweite Ausstellung 1965 zeigte, wie insbesondere die englische Buchbinderei in den vorangegangenen 20 Jahren erblüht war und im künstlerischen Design der Einbände Fortschritte erzielt hatte. Abbey präsentierte 125 von ihm seit 1949 gekaufte Bücher, darunter Werke von 22 englischen und amerikanischen sowie 13 französischen Buchbindern.
Überdies erteilte Abbey den Auftrag zur Erstellung weiterer Kataloge seiner umfangreichen Sammlung von Bucheinbänden. So veröffentlichten sein Freund und Berater G. D. Hobson und dessen Sohn A. R. A. Hobson English Bindings, 1490–1940, in the Library of J. R. Abbey (1940), sodann A. R. A. Hobson French and Italian Collectors and their Bindings, Illustrated from Examples in the Library of J. R. Abbey (1953). In letzterem, von Charles Bately gedruckten Werk wird vor allem die Beziehung zwischen dem Geschmack der Sammler und der Gestaltung der Einbände untersucht. Es enthält exakte Beschreibungen und meist auch Abbildungen von 89 Einbänden. Zunächst finden sich Werke französischer Buchbinder, die aus einem Zeitraum von 1511 bis 1942 stammen. Der älteste Einband von 1511 ist jener einer in Kalbsleder gebundenen Ausgabe der Pragmatica Sanctio von Jehan Petit und Philippe Pigouchet, die für den deutschen Humanisten Michael Hummelberger angefertigt wurde. Zu den anschließend im Werk behandelten italienischen Einbände gehören u. a. solche, die für Päpste Leo X., Julius III., Pius V., Sixtus V., Urban VIII. und Innozenz XII. hergestellt wurden.  J. J. G. Alexander und A. C. de la Mare publizierten zur Förderung bibliographischer Arbeiten The Italian Manuscripts in the Library of Major J. R. Abbey (1969).
Als großzügiger und zuvorkommender Gastgeber empfing Abbey stets gern andere Bibliophile und Gelehrte. Er stellte seine Bibliothek für wissenschaftliche und künstlerische Forschungen zur Verfügung; so erlaubte er u. a. J. F. Hayward, seine Sammlung von silbernen Einbänden zu untersuchen. Neben deutschen besaß er auch schwedische, schweizerische und venezianische Silbereinbände, die teilweise hochqualitative Verzierungen besaßen. Hayward verfasste zu diesem Thema für die Oktober-Ausgabe des Jahres 1953 der Kunstzeitschrift The Connoisseur den Artikel Silver Bindings from the J. R. Abbey Collection, von dem Abbey eine Kopie erhielt. Ferner verlieh Abbey seine Bücher freigebig für Ausstellungen in London und New York. Über John Carter von Charles Scribner & Sons verkaufte er seine Sammlung von Farbtafelbüchern an Paul Mellon, bevor die beiden letzten Bände des sie beschreibenden Katalogs erschienen. Später ging sie in den Besitz der Yale University über. Seine Einbände deutscher Buchbinder veräußerte er an die Württembergische Landesbibliothek. Die meisten seiner übrigen Einbände und bibliographischen Werke wurden auf vier Auktionen zwischen 1965 und 1967 versteigert. Er behielt aber seine mittelalterlichen und Renaissance-Manuskripte sowie seine französischen Bildbände und modernen Bucheinbände. Außer einigen von seiner Familie behaltenen Handschriften sowie Buchschenkungen, die er dem Eton College und dem British Museum machte, wurde der Großteil des Rests von Abbeys umfangreicher Bibliothek nach seinem Tod bei fünf anderen, von Sotheby’s veranstalteten Auktionen zwischen 1970 und 1975 veräußert. Weitere Verkäufe fanden 1978 und 1989 statt.